# Браммер, Юлиус
Ю́лиус Бра́ммер (нем. Julius Brammer, 1877—1943) — австрийский либреттист и автор текстов песен. Наиболее известен как автор либретто популярных оперетт Франца Легара, Имре Кальмана, Оскара Штрауса, Эдмунда Эйслера и Роберта Штольца. Награждён орденом «За заслуги» Австрийской Республики, в честь писателя в 1955 году названа венская улица «Brammergasse».

## Биография
Браммер родился в еврейской семье Германа Браммера и Юлии Цимлих (Julie Ziemlich). Семья проживала в посёлке близ города Злин; в те годы это была Австро-Венгрия, ныне — Чехия. Он собирался стать актёром и впервые появился в одном из мюнхенских театров, позднее переехал в Вену и стал принимать участие в опереточных спектаклях театра «Ан дер Вин». 
С 1908 года Браммер переключается на написание либретто музыкальных спектаклей, его постоянным соавтором был Альфред Грюнвальд. Для Имре Кальмана они написали либретто оперетт «Баядера» (1921), «Марица» (1926), «Принцесса цирка» (1927), «Герцогиня из Чикаго» (1929), «Фиалка Монмартра» (1930). Браммер работал также с такими композиторами оперетты, как Франц Легар, Оскар Штраус, Лео Фалль и Роберт Штольц.
После нацистского аншлюса Австрии (1938) Браммер был вынужден эмигрировать в Париж, а после падения этого города (1940) он скрывался в неоккупированной тогда южной части Франции, где и умер в 1943 году в городе Жуан-Ле-Пен в 1943 году.

## Творчество

### Либретто оперетт
- Elektra. Одноактная пародийная оперетта Юлиуса Браммера и Альфреда Грюнвальда. Композитор: Бела Ласки. Franz Bard & Bruder, 1905.
- Die Dame in Rot. Оперетта в 3 актах Юлиуса Браммера и Альфреда Грюнвальда. Композитор: Роберт Винтерберг. Drei Masken Verlag, Мюнхен, 1911.
- Hoheit tanzt Walzer. Оперетта в 3 актах Юлиуса Браммера и Альфреда Грюнвальда. Композитор: Лео Ашер. Karczag, Вена, 1912.
- Der lachende Ehemann. Оперетта в 3 актах Юлиуса Браммера и Альфреда Грюнвальда. Композитор: Эдмунд Эйслер. Karczag, Вена, 1913.
- Die ideale Gattin. Оперетта в 3 актах Юлиуса Браммера и Альфреда Грюнвальда. Композитор: Франц Легар. Doblinger, Вена, 1913.
- Die schöne Schwedin. Оперетта в 3 актах Юлиуса Браммера и Альфреда Грюнвальда. Композитор: Роберт Винтерберг. Karczag, Вена, 1915.
- Die Kaiserin, или Fürstenliebe. Оперетта в 3 актах Юлиуса Браммера и Альфреда Грюнвальда. Композитор: Лео Фалль. Bloch, Berlin bzw. Eibenschütz & Berte, Вена, 1916.
- Роза Стамбула. Оперетта в 3 актах Юлиуса Браммера и Альфреда Грюнвальда. Композитор: Лео Фалль. Karczag, Вена, 1916.
- Bruder Leichtsinn. Оперетта с прологом и двумя актами Юлиуса Браммера и Альфреда Грюнвальда. Композитор: Лео Ашер. Karczag, Вена, 1917.
- Dichterliebe. (Генрих Гейне). Зингшпиль в 3 актах Юлиуса Браммера и Альфреда Грюнвальда. Композитор: Феликс Мендельсон-Бартольди. Karczag, Вена, 1918.
- Последний вальс. Оперетта в 3 актах Юлиуса Браммера и Альфреда Грюнвальда. Композитор: Оскар Штраус. Drei Masken Verlag, Мюнхен 1920.
- Королева танго. Оперетта в 3 актах Юлиуса Браммера и Альфреда Грюнвальда. Композитор: Франц Легар. Doblinger, Вена, 1921.
- Баядера. Оперетта в 3 актах Юлиуса Браммера и Альфреда Грюнвальда. Композитор: Имре Кальман. Drei Masken Verlag, Мюнхен 1921.
- Жемчуга Клеопатры. Оперетта в 3 актах Юлиуса Браммера и Альфреда Грюнвальда. Композитор: Оскар Штраус. Drei Masken Verlag, Berlin 1923.
- Марица. Оперетта в 3 актах Юлиуса Браммера и Альфреда Грюнвальда. Композитор: Имре Кальман. Karczag, Вена, 1924.
- Принцесса цирка. Оперетта в 3 актах Юлиуса Браммера и Альфреда Грюнвальда. Композитор: Имре Кальман. Karczag, Вена, 1926.
- Die gold’ne Meisterin. Оперетта в 3 актах Юлиуса Браммера и Альфреда Грюнвальда. Композитор: Эдмунд Эйслер. Karczag, Вена, 1927.
- Герцогиня из Чикаго. Оперетта в двух актах Юлиуса Браммера и Альфреда Грюнвальда. Композитор: Имре Кальман. Karczag, Вена, 1928.
- Фиалка Монмартра. Оперетта в 3 актах Юлиуса Браммера и Альфреда Грюнвальда. Композитор: Имре Кальман. Crescendo, Berlin 1930.
- Der Bauerngeneral. Оперетта в 3 актах Юлиуса Браммера и Густава Беера. Композитор: Оскар Штраус. Karczag, Вена, 1931.
- Donauliebchen. Оперетта в 3 актах (4 картины) Юлиуса Браммера и Эмиля Марбота. Композитор: Эдмунд Эйслер. Karczag, Вена, 1932.
- Die Dame mit dem Regenbogen. Оперетта в 3 актах (7 картин) Юлиуса Браммера и Густава Беера. Композитор: Жан Жильбер. Karczag, Вена, 1933.
- Божена. Оперетта в 3 актах (4 Bildern) Юлиуса Браммера и Альфреда Грюнвальда. Композитор: Оскар Штраус. Weinberger, Вена, 1952.

### Другие тексты
Браммер написал стихи для десятков песен, из которых наиболее популярным стало танго 1931 года Schöner Gigolo, armer Gigolo (в английской версии: Just a Gigolo) на музыку итальянского композитора Леонелло Казуччи. Среди исполнителей этой песни на разных языках были Бинг Кросби, Луи Армстронг, Дайос Бела, Рихард Таубер, Марлен Дитрих, Луи Прима, песня звучала во многих фильмах.

### Фильмография
См. Прекрасный жиголо, бедный жиголо.